# 常泉寺 (名古屋市)
常泉寺（じょうせんじ）は、愛知県名古屋市中村区にある日蓮宗の寺院。山号は太閤山。本尊は大曼荼羅。豊臣秀吉の生誕地と伝えられている。旧本山は、萱津妙勝寺。

## 歴史
当地は豊臣秀吉の生誕地の一つとして永らく伝わる。秀吉の死後の慶長11年（1606年）に加藤清正が圓住院日誦上人を開山に招き、豊国大明神廟堂として創建した。寺名は秀吉の誕生当時、近郷に類のない清水の溢れる井戸（現在の豊太閤産湯の井戸）があったことから定められたという。
御神体である豊臣秀吉の束帯唐冠像（長さ二尺余り）は木食興山上人の彫刻である。当初は大坂城に置かれていたものだが、清正が豊臣秀頼に願い出て譲り受け、当地に奉ったものである。
名古屋城の築城を手伝わされていた加藤清正は、名古屋城の完成後、慶長16年（1611年）に本陣としていた仮屋を日誦上人に喜捨し、仏殿に改築し妙行殿とした。
元和元年（1615年）夏、廟堂から出火し、ほとんどの建物が焼失する。
その後、日探上人が焼け跡に草堂を建てて常泉寺とし、焼け残った妙行殿は妙行寺に改めて弟子の日璋に授けた。
境内には、豊太閤産湯の井戸や秀吉が天文16年（1547年）に自ら植えたという柊などがあり、寺宝として秀吉の肖像画や上記の秀吉木像の他、秀吉所持と伝えられる采配・茶釜・硯などが所蔵されている。

## 境内
- 本堂
- 庫裏
- 豊太閤産湯の井戸 - 昭和40年代に枯れてしまったが、元号が平成に替わったのを機に掘りなおして復活させた。
- 豊臣秀吉像
- 秀吉御手植えの柊
- 山門

- 参道より山門を望む
- 豊臣秀吉像
- 豊太閤産湯の井戸
- 御手植の柊

## 所在地
- 愛知県名古屋市中村区中村町字木下屋敷47

## 関連資料
- 日蓮宗寺院大鑑編集委員会『宗祖第七百遠忌記念出版 日蓮宗寺院大鑑』大本山池上本門寺（1981年）